# الفوارة (محافظة الجموم)
الفوارة قرية سعودية، ومركز في محافظة الجموم بمنطقة مكة المكرمة. تقع في شمال شرق مكة المكرمة بمسافة تقارب (100) كم.

## وصلات خارجية
- إمارة منطقة مكة المكرمة